# NGC 3993
NGC 3993 este o emission-line galaxy⁠(d) situată în constelația Leul. A fost descoperită în 6 aprilie 1785 de către William Herschel. Se află la o distanță de 72,15 de megaparseci de Pământ.